# Hameaux et lieux-dits d'Yzeures-sur-Creuse
 (mai 2022).
La mise en forme du texte ne suit pas les recommandations de Wikipédia : il faut le « wikifier ».
Les points d'amélioration suivants sont les cas les plus fréquents. Le détail des points à revoir est peut-être précisé sur la page de discussion.
- Les titres sont pré-formatés par le logiciel. Ils ne sont ni en capitales, ni en gras.
- Le texte ne doit pas être écrit en capitales (les noms de famille non plus), ni en gras, ni en italique, ni en « petit »…
- Le gras n'est utilisé que pour surligner le titre de l'article dans l'introduction, une seule fois.
- L'italique est rarement utilisé : mots en langue étrangère, titres d'œuvres, noms de bateaux, etc.
- Les citations ne sont pas en italique mais en corps de texte normal. Elles sont entourées par des guillemets français : « et ».
- Les listes à puces sont à éviter, des paragraphes rédigés étant largement préférés. Les tableaux sont à réserver à la présentation de données structurées (résultats, etc.).
- Les appels de note de bas de page (petits chiffres en exposant, introduits par l'outil «  Source ») sont à placer entre la fin de phrase et le point final[comme ça].
- Les liens internes (vers d'autres articles de Wikipédia) sont à choisir avec parcimonie. Créez des liens vers des articles approfondissant le sujet. Les termes génériques sans rapport avec le sujet sont à éviter, ainsi que les répétitions de liens vers un même terme.
- Les liens externes sont à placer uniquement dans une section « Liens externes », à la fin de l'article. Ces liens sont à choisir avec parcimonie suivant les règles définies. Si un lien sert de source à l'article, son insertion dans le texte est à faire par les notes de bas de page.
- La présentation des références doit suivre les conventions bibliographiques. Il est recommandé d'utiliser les modèles {{Ouvrage}}, {{Chapitre}}, {{Article}}, {{Lien web}} et/ou {{Bibliographie}}. Le mode d'édition visuel peut mettre en forme automatiquement les références.
- Insérer une infobox (cadre d'informations à droite) n'est pas obligatoire pour parachever la mise en page.

Pour une aide détaillée, merci de consulter Aide:Wikification.
Si vous pensez que ces points ont été résolus, vous pouvez retirer ce bandeau et améliorer la mise en forme d'un autre article.
 (mai 2022).

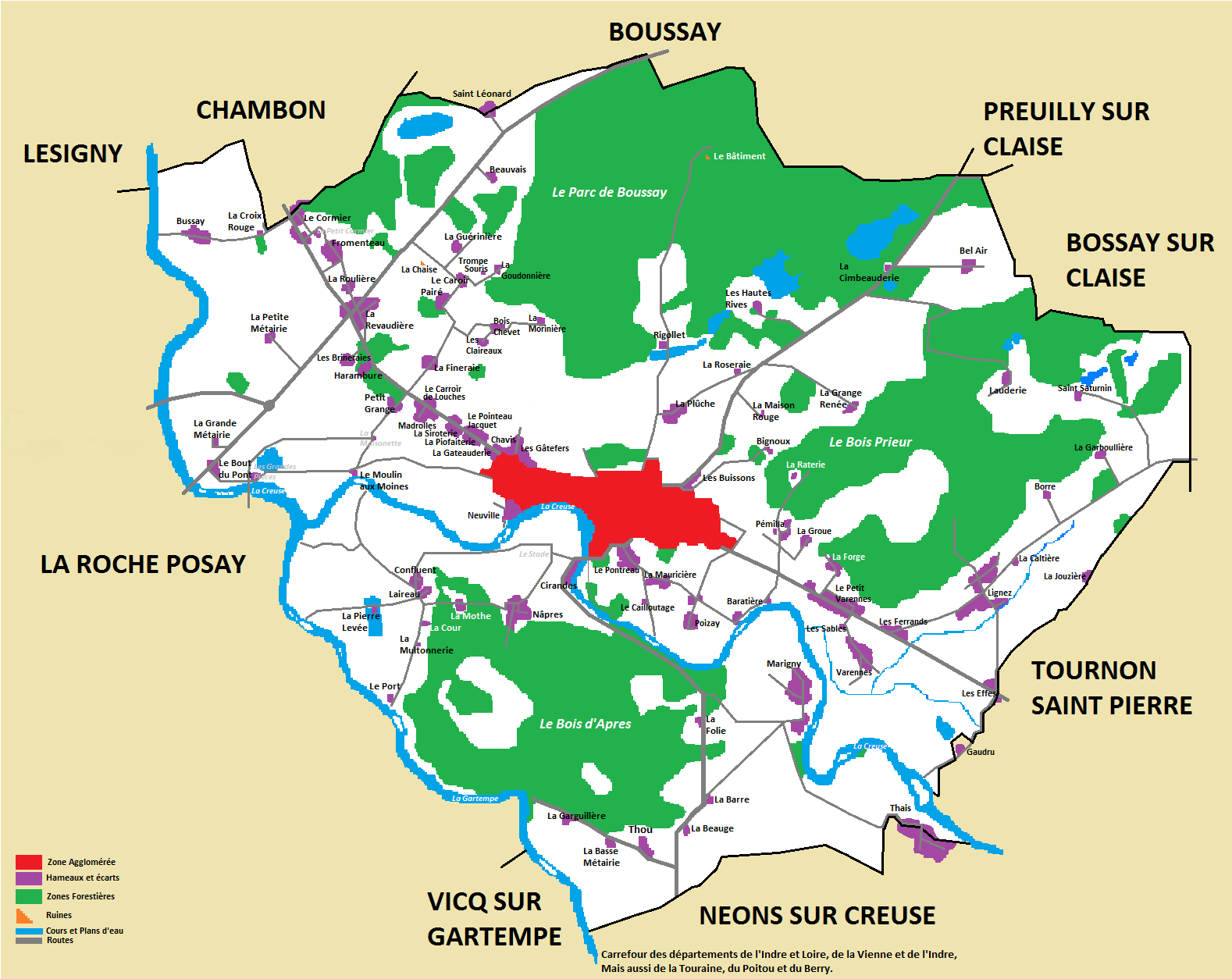
Carte d'Yzeures sur Creuse et ses hameaux

Le vaste finage du territoire (5 542 hectares soit 55 km²), permet à la commune de disposer d'un grand nombre de hameaux. Même si la superficie d'Yzeures-sur-Creuse est importante, le fait que le bourg se situe au centre du territoire permet aux hameaux les plus éloignés de n'être pas à plus de 6 km de la zone agglomérée.

## Hameaux actuels

### De Baratière à Bussay
Baratière
Avant la Révolution, il y avait dans ce hameau un poste d’employé des gabelles, commandé par un officier portant le titre de capitaine.
Ce hameau est divisé en deux parties. Autrefois, on distinguait Baratière et Port de Baratière. Face à ce hameau, on distingue dans la creuse, les îles de Baratière. Il est présent sur la carte de Cassini.
Barre (La)
Situé sur la RD 104 en allant sur Vicq sur Gartempe, son nom a pour origine l'ancien français barre « clôture, enclos », voire « limite », issu du latin vulgaire *barra, d'origine gauloise barros. Le gaulois barros a aussi donné les toponymes en Bar- (Bar-le-Duc, etc.) où il signifie « sommet ». En effet, ce hameau se situe sur un point haut tout proche de la limite des trois anciennes provinces la Touraine, du Poitou et du Berry. On le retrouve cité sur la carte de Cassini au XVIIIe siècle.
Basse Métairie (La)
C'est une ancienne ferme du château de Thou, située près de la RD 104 en allant sur Vicq-sur-Gartempe. Cette appellation est utilisée à partir de 1896 dans les registres du recensement. Le mot métairie désigne une exploitation agricole gérée par un métayer, mot dérivé de l'ancien français meitiez > français moitié, car une moitié des revenus revenait au métayer et l'autre au propriétaire. Il est attesté en latin médiéval sous la forme metaria « tenure héréditaire à demi-fruit », plus anciennement medietaria. L'adjectif basse précise que ce lieu est situé à une faible altitude, dans le cas présent, ce lieu est en pied de coteau non loin de la rivière.
Bâtiment (Le)
C'est une ancienne ferme au nord de la commune qui aujourd'hui est à l’état de ruines. Elle est mentionnée sur la carte de Cassini. Selon les registres de recensement de la population, cette ferme n'a plus été habitée depuis 1906.
Beauge (La)
Autre graphie pour l'ancien français bauge « hutte en torchis », aujourd'hui le sens est « gîte de certains animaux », notamment pour les sangliers. On peut donc supposer la présence d'une hutte en torchis en ce lieu. Cette ferme fut vendue nationalement en 1793, le 5 Ventôse An 3 ; son orthographe était alors La Bauge, tout comme sur la carte de Cassini. Elle se situe sur le RD 104 en allant sur Vicq-sur-Gartempe, près de la Barre.
Beauvais
Hameau situé au nord du territoire. Il est mentionné sur la carte de Cassini. Son nom signifie « lieu avec une belle vue ».
Bel Air
Le décret impérial du 14 janvier 1814 qui supprima la commune de Saint Michel du Bois, attribua à celle d'Yzeures le territoire de Bel Air.
Saint-Michel-du-Bois était une commune qui fut supprimée en 1814, et rattachée à Preuilly-sur-Claise. Cependant, certains de ses hameaux furent attribués à Charnizay, Bossay-sur-Claise, Boussay, Le Petit-Pressigny et Yzeures.
Bignoux
Appelé Beignoux au XVIIe siècle mais aussi le Bignon sur la carte de Cassini (1750).
En 1661, il appartenait à Brice Villeret, qualifié alors de seigneur de Beignoux.
Charles-François d’Aloigny, marquis de Rochefort, en était le propriétaire lorsque Bignoux fut vendu nationalement en 1793. On peut rapprocher ce toponyme de manière conjecturelle, soit de Bignoux qui signifie « lieu de baignade » (bas latin balneolum) ou encore de l'ancien français bugnon, buignon « tronc d'arbre, ruche », terme d'origine gauloise qui explique Le Bignon-Mirabeau et le Bignon.  
Bois-Chevet
En 1793, le 13 Frimaire An 3, la métairie et le domaine de Boischevet furent vendus comme bien national. Sur le cadastre de 1811, on le retrouve orthographié Bois Chevé, il est également mentionné sur la carte de Cassini.

Ce nom dérive de bois et chevet, le nom d'une personne, probablement du propriétaire primitif.
Borre
On trouve aussi les orthographes Bors et sur la carte de Cassini Bord. De 1677 à 1723, elle appartenait à Pierre Charcellay, avocat au Parlement, bailli de Preuilly. De 1723 à 1734, à Pierre Charcellay, seigneur de Pétertault, conseiller du roi. En 1767, Auguste-Joseph Charcellay de Bors qui remplissait les fonctions de lieutenant des maréchaux de France de la sénéchaussée de Châtellerault, rapporteur du point d’honneur. Son frère, Pierre Charcellay de Bors, était, à la même époque, conseiller et procureur du roi aux bailliage et siège royal de Loches. (Arch d’I et L, Lettres patentes, 442, E, 142)

Ce nom dériverait de bord, variante de bourg et signifierait « agglomération fortifiée près de la maison seigneuriale ».[réf. nécessaire]
Bout du Pont (Le)
Ce hameau se trouve sur la rive droite de la creuse. C'est à cet endroit qu'un pont permet de franchir cette rivière pour rejoindre la ville de La Roche-Posay, située sur la rive gauche. Pendant l'antiquité, un pont gallo-romain y enjambait déjà le cours d'eau, des vestiges sont encore visibles. Le viaduc de l'ancienne ligne de chemin de fer reliant Pleumartin à Tournon Saint Martin, franchit lui aussi la creuse à la hauteur de ce hameau. Le cadastre de 1811 le nomme Les Bouts des Ponts. Il s'est également dénommé Les Borderies, en 1931, ce hameau portait encore ce nom. En 1841, le recensement distinguait Le Pavillon du Bout du Pont et La Borderie du bout du Pont.
Brineraies (Les)
En 1597, ce hameau est attesté sous les formes la Bellemeraye [Quand ?], puis vers 1635 la Belineraye ou la Blineraye (carte de Cassini). C'est un ancien fief, dont Charles Ancelon était propriétaire en 1597. Il le vendit à Josias Poizay le 2 septembre 1635 et 15 mars 1636, il lui vendit la métairie dépendant du hameau.

Buissons (Les)
C'est un hameau récent situé à la sortie nord-est du bourg d'Yzeures.
Bussay
Ce hameau, situé près de la creuse, était un fief sous l'ancien régime. On en trouve trace en 1639, Le fief de Busseil, paroisse d’Izeures, dans les Fonds de Châtres de Cangé. Sur la carte de Cassini, il est écrit Bussé, puis sur le cadastre de 1811 Bussay.

### Du Cailloutage à La Croix Rouge
Cailloutage (Le)
Ce hameau n'est présent ni sur le plan cadastral, ni sur les cartes d'état major. Toutefois, on le retrouve sur les cadastres de 1811 et 1955. Il se situe près de la Mauricière et du Pontreau, non loin du bourg.
Caltière (La)
C'est un ancien fief, près de Lignez, qui au XVIIe siècle, appartenait à la famille d’Aloigny. On le retrouve en 1639 dans une charte de Cangé sous l'appellation « Le fief de la Cailletière, paroisse d’Izeures ».
Carroir (Le)
Une métairie, située dans ce hameau, qui appartenait à Louis de Beaucorps, fut vendue nationalement en 1793. On le retrouve sur la carte de Cassini sous le nom de Carrois. En 1856, les registres du recensement distinguent le carroir et le petit carroir.
Sa signification étant carrefour ou patte d'oie.
Carroir de Louche (Le)
Il fait partie du groupe de hameaux qui se trouve dans le prolongement d'Yzeures le long de la RD750. Il se situe face à Madrolles et est mentionné sur le cadastre de 1811. Il est souvent considéré comme partie intégrante de Madrolles.
Chaise (La)
Aujourd'hui en ruine, c'était un fief important dont plusieurs hameaux et fiefs relevaient tel que La Fineraie, La Roulière ou encore La Marchandière.
Il appartenait à l'abbaye de Preuilly et dépendait de l'aumônerie. Il y avait un prieuré dont le même monastère était propriétaire. Julien Boissonnet en était prieur en 1556, puis Antoine Jousselin en 1683 et Jean-Pierre de Lossendière en 1742. Le domaine fut vendu comme bien national en 1791 au prix de 2,500 livres (Arch. dl.-et-L., titres de l'abbaye de Preuilly et de la Chaise; Biens nationaux.). Il ne fut plus habité à partir de 1901.
Ce mot est issu de l'ancien français chaise « maison », issu du latin casa qui signifie maison ou habitation.
Chavis
C'est un hameau récent situé en sortie Ouest d'Yzeures sur la RD750. À partir de 1891, le recensement indique un lieu appelé Croix de Chavis. 
Cimbeaudrie (La)
C'est une ancienne ferme située au nord de la commune, sur la route de Preuilly. On trouve parfois aussi l'orthographe Saimbaudrie, Cimbauderie ou Symbauderie. Elle est déjà présente dans les premiers recensement de la population (en 1841).
Cirandes
Autrefois, on pouvait trouver l'orthographe Cyrandes. C'est un ancien fief, possédé dès le XIVe siècle par la famille Isoré. Vers le milieu du XVIe siècle, Jean Isoré de Pleumartin le céda à l’abbaye de la Merci Dieu, en échange des biens que celle-ci possédait dans la seigneurie de Pleumartin.
Il est situé sur la rive gauche de la Creuse, au bout du pont, face à Yzeures qui est sur la rive droite.
Claireaux (Les)
Ce hameau comptait 32 habitants vers 1880. Il apparait sur la carte de Cassini, près de Bois Chevet.
Confluent
Vers 460, il était appelé Citium, lieu où Saint-Savin et Saint-Cyprien, échappèrent miraculeusement au païen Maximus qui tentait de les capturer.
En 1420, ce hameau est appelé Conflans. Ce village tire son nom du fait qu'il est proche du point de jonction de la Creuse et de la Gartempe.
En 1880, ce hameau comptait 88 habitants.
Cormier (Le)
Ce hameau se trouve pour partie sur la commune d'Yzeures et pour partie sur celle de Chambon. Il est présent sur la carte de Cassini et sur le cadastre de 1811. Son appellation proviendrait de la présence près de ce lieu de cormiers appelés aussi sorbiers. 
Cour (La)
C'est un hameau construit au pied de la butte de confluence du côté de la gartempe. Il apparaît sur le cadastre de 1811. Ce mot dérive du latin cohors qui se traduit par enclos, parc à bétail, il désigne le plus souvent un domaine agricole ou une métairie.
Croix Rouge (La)
Le bâti de ce hameau est récent, il est situé entre Le Cormier et Bussay. Il n'était toujours pas présent au recensement de 1931. Cette appellation pourrait provenir du latin quadrivium signifiant carrefour. Les lieux-dits portant ce nom étaient le plus souvent au carrefour de voies romaines. Cette idée est renforcée par l'adjectif Rouge car cette couleur désignait celle des pavés de ces voies[Information douteuse]. Deux de ces voies passaient sur le territoire d'Yzeures, celle de Limoges à Poitiers et une autre reliant La Roche-Posay à Preuilly-sur-Claise. Il est donc probable qu'elles se soient croisées à cet endroit.

### Les Effes
Effes (Les)
Ce hameau est pour partie sur la commune d'Yzeures et pour partie sur celle de Tournon-Saint-Pierre. Il est présent sur le cadastre de 1812 de Tournon-Saint-Pierre. Il apparait dans les registres du recensement à partir de 1881.
Ce nom provient du latin defensa signifiant défense que l'on traduit par « champ clos après le défrichement ».

### Des Ferrands à Fromenteau
Ferrands (Les)
Hameau situé au carrefour de la RD750 et de la RD105. Il apparait dans les registres du recensement à partir de 1886. Une ferme y fut brûlée par les allemands pendant la Seconde Guerre mondiale.
Fineraie (La)
Hameau parfois écrit La Fineraye, il relevait du prieuré-fief de la Chaise et appartenait à l’abbaye de Preuilly, selon la déclaration féodale du 10 mai 1542 rapportée dans une charte du Prieuré de la Chaise. Il est présent sur la carte de Cassini sous le nom de La Fineray.
Folie (La)
C'est une maison située sur le RD 104 en allant sur Vicq-sur-Gartempe. Sur certaines cartes, elle est parfois désignée sous le nom Les Essarts ou Essards, ce nom était d'ailleurs encore utilisé en 1931. Il apparait dans les registres du recensement à partir de 1886.
Forge (La)
C'est un ancien fief qui, vers 1500, appartenait à la famille Chasteigner puis en 1789, à Charles d’Aloigny de Rochefort. En 1793, le 2 Ventôse de l'An 3, « le domaine de la Forge et la borderie de la Forge » sont vendus comme biens nationaux. Elle apparaît également sur la carte de Cassini.

La forge dérive du latin fabrica signifiant atelier où se travaille le fer.
Fromenteau
C'est un ancien fief qui en 1591 appartenait à la famille de Menou. En 1639, on le retrouve sous l'appellation « Le fief de Fourmanteaux, paroisse d’Izeures » dans les Fonds de Châtres de Cangé. Les historiens pensent que Agnès Sorel serait née dans ce hameau dans les années 1420.

Fromenteau viendrait du latin frumentalis et désignerait une terre propre à la culture du blé et du froment.

### De la Garbouillère à La Guérinière
Garbouillère (La)
C'est une ancienne ferme du XIXe siècle, près de Bors, aujourd'hui transformée en gites. Elle est indiquée sur la carte de Cassini. Son nom dériverait de Garbouille, nom d'une personne.
Garguillère (La)
La Garguillère appartenait à la famille d’Aloigny de Rochefort. Furent vendus nationalement en 1793, le 5 ventôse de l'an 3, le lieu, le domaine et la métairie de la Garguillière. Elle est désignée sur la carte de Cassini sous le nom de la Guerguillère. Les cadastres de 1811 et de 1955, désigne ce hameau sous le nom de Gargillère.

Gargillère dérive de garg signifiant gorge, ce hameau se situant effectivement dans la vallée étroite de la gartempe. Il est bordé d'un côté par cette rivière et de l'autre par la butte de confluence formant à cet endroit une pente extrêmement inclinée montant sur le plateau.
Gateauderie (La)
Cette ancienne ferme se trouve aux portes du bourg d'Yzeures sur la RD750 à côté de la rue de Chavis et face au hameau du même nom. Cette appellation paraît en 1896 sur les registres du recensement, avant cette date, ce lieu apparaissait dans le hameau de Madroles puis de la Siroterie. Son nom dérive du patronyme Gateault, nom des premiers propriétaires.
Gatefers (Les)
C'est un hameau récent au-dessus de l'ancienne voie ferrée, qui aujourd'hui est un quartier à part entière d'Yzeures. On le retrouve aussi écrit Les Gates-fers, signifiant que ces terres sont infertiles et pierreuse qui provoque des dégâts sur les charrues.
Gaudru
Ce hameau est pour partie sur la commune d'Yzeures et pour partie sur celle de Tournon-Saint-Pierre. C'est sur cette dernière que les habitations se situent.
C'est un ancien fief qui appartenait au milieu du XVe siècle, à la famille Le Souffleur de Gaudru. Le 7 février 1786, le fief est mis aux enchères publiques et est adjugé à Hubert Pressigny. Vers 1789, le fief passe aux mains de Stephanopolis-Démétrius de Comnène qui était un descendant des empereurs de Constantinople et de Trébizonde. Ce fief possède un Manoir des XVe et XVe siècles qui a été profondément remanié.
Il apparait sur les registres du recensement jusqu'en 1901 après cette date, il n'y a plus de bâti recensé de ce hameau sur le territoire d'Yzeures. Le 23 juin 1947, un décret modifie les limites d'Yzeures avec Tournon-Saint-Pierre, Gaudru, pour sa partie bâtie dont le manoir, est attribué à Tournon.
Goudonnière (La)
Ce hameau est appelé aussi La Gaudonnière. C'est un ancien domaine agricole près de Perray.
Grande Métairie (La)
Ce village comptait dans les années 1880, 74 habitants. Il est présent sur la carte de Cassini. Le mot métairie désigne une exploitation agricole gérée par un métayer. Il provient du latin medietas signifiant moitié, une moitié des revenus revenait au métayer et l'autre au propriétaire. L'adjectif grande précise que cette exploitation était de taille plus importante que sa voisine La Petite Métairie.
Grandes Pièces (Les)
Le Viaduc de l'ancienne voie de chemin de fer, franchissant la Creuse, qui relie Yzeures à La Roche-Posay, passe par ce hameau.
Grange Renée (La)
Ce hameau était aussi appelé La grange Marnetz sur la Carte de Cassini mais prend son nom actuel sur le cadastre de 1811.
Groue (La)
C'est un ancien fief qui relevait de la baronnie de Preuilly. En 1487, il appartenait à la famille Chasteigner, vers 1500, à la famille Ancelon, en 1684, à la famille de Montbel, en 1776, à Benjamin Perrot des Roches et enfin, en 1790, à la famille d’Aloigny de Rochefort. Il est vendu comme bien national en 1793, le 29 pluviôse de l'an 3, sous le terme « Le domaine de la Groue, joignant du midy le chemin d'Izeures à Singé, du couchant le ruisseau descendant à la rivière de Creuse ». La carte de Cassini le place d'une façon très approximative inversant l'emplacement de ce hameau et de celui de la Forge. Le recensement de 1851 distingue La Groue et le Moulin de la Groue.
Son nom provient du mot origine gauloise, groe signifiant terrain pierreux. Ce hameau est en effet bâti sur un éperon rocheux dominant la vallée d'un petit ruisseau perpendiculaire à la creuse.
Guérinière (La)
En 1658, Gabriel Villeret était qualifié de sieur de la Guérinière (Registre d’état civil d’Yzeures). Il est également présent sur la carte de Cassini. Les registres du recensement distingue La Grande Guérinière qui est le hameau actuel, et La Petite Guérinière.
En 1964, il y est découvert une villa gallo-romaine et ses thermes : une piscine et une salle rectangulaire terminée au Sud par deux hémicycles. Une statuette d'un dieu (Mercure ou Cernunnos) assis sur un bouc couché, un serpent autour de la jambe droite a été trouvé dans la partie nord-est de la salle à double hémicycle contiguë aux bains. C'est au milieu du mois de novembre 1964, qu'un cultivateur d’Yzeures, habitant à la Guérinière, butait en travaillant avec ses instruments de labour dans des pierres affleurant le sol de sa pièce des Bournais à quelque cinq cents mètres à l’Est de sa maison.
Il voulut les arracher et de fil en aiguille, aidé du maire d'Yzeures de l'époque, il dégagea à 70 cm de profondeur une salle rectangulaire de 2,45 m sur 1,90 m. Les murs avaient près de 66 cm d’épaisseur.
Son nom viendrait du germanique warino désignant le nom d'une personne et dérivant en Guérin.

### De Harambure aux Hautes Rives
Harambure
Ce village, ancien fief, avec son château comptait 52 habitants vers 1880. Il relevait de la baronnie de Preuilly.
Au XIIIe siècle, il était appelé Grangiae puis Granges mais par ordonnance royale de 1814, ce nom fut remplacé par celui d’Harambure. Le Château de Granges devint alors le Château d'Harambure. Ce fut alors, le logis plus ancien, datant de la fin du XVIe siècle et situé de l'autre côté du parc au hameau nommé Petit Grange qui prit le nom de Château de Granges.
Le Château d'Harambure a été construit au XVIIe siècle.
En 1261, le fief de Granges appartenait à un chevalier nommé Thibau. En 1715, Granges passa dans la famille d’Harambure, par le mariage de fille du précédent seigneur, Marie-Anne de Moussy  avec Paul d’Harambure, seigneur de Romefort, des Augères et de la Chevrie, et mousquetaire du roi. La famille d’Harambure le possède toujours aujourd’hui. Elle y conserve une épée qui fut donnée par Henri IV à Jean d'Harambure, en 1610, à la suite du combat d’Aumale. La Chapelle du château est citée dans le Registre de visite du diocèse de Tours, en 1787.
Hautes Rives (Les)
Appelé Altae Ripae en 1208 sur les chartes d’Eschivard de Preuilly. Sur le plan cadastral, ce hameau est appelé Les Terrives, il se trouve au nord de la Commune. C'est un ancien prieuré de l’ordre de Grandmont. Au commencement du XVIIe siècle, ses biens furent réunis à ceux du prieuré du Puy Chevrier ou d’Entrefins, en Poitou. Il avait été fondé au XIIe siècle, l’église fut reconstruite vers 1450, aujourd'hui, elle est en ruine depuis longtemps mais on voit encore quelques restes des bâtiments claustraux. Il subsiste la nef de l'église qui fut reconstruite au XVe siècle. L'abside a disparu et les murailles de ce qui reste ont été complètement privées de leur parement, les pierres furent utilisées dans la construction d'une ferme voisine. L'église avait une nef ayant appartenu à un édifice du XIe siècle qui fut fondé par Hugues III d'Alluye.
Ce prieuré constituait un fief relevant de la baronnie de Preuilly. Il fut supprimé au commencement du XVIIe siècle à la d’un crime commis par le prieur des lieux. Il aurait abusé d'une jeune villageoise des environs puis l'aurait assassinée. Les habitants en découvrant le crime, aurait voulu devancer la justice seigneuriale, trop lente et indulgente à leur goût. Ils s'emparèrent du prieur, le renfermèrent dans une barrique hérissée à l'intérieur de clous, et le roulèrent jusqu'à Preuilly pour le jeter dans la Claise.
Vers 1680, les religieux de Puy-Chevrier vendirent le prieuré de Hauterives et ses dépendances à Claude de Moussy, chevalier et seigneur de Granges. Cette propriété passa ensuite à la famille d’Harambure.

### La Jousière
Jousière (La)
Son nom proviendrait de Jousse, le nom d'une personne. C'est un ancien fief qui autrefois relevait également de la commune de Tournon-Saint-Pierre. On en retrouve la trace, en 1639, dans une charte de Cangé sous le nom « Le fief de la Jonière, paroisse d’Izeures ». Il est présent sur le cadastre d'Yzeures (1811)  La Jousière et sur celui de 1812 de Tournon, La Jouzière marquant la limite de ces deux communes. Il est présent sur la carte de Cassini. Le 23 juin 1947, un décret modifie les limites d'Yzeures avec Tournon-Saint-Pierre, La Jousière est alors entièrement attribuée à Yzeures.

### De Laireau à Lignez
Laireau
Dans ce hameau accolé à Confluant, on peut voir une éolienne Bollée datant de 1893 et située dans le parc d'une maison bourgeoise. Le cadastre de 1811 l'écrit Laireau, celui de 1955, L'Aireau et le cadastre actuel, Laireau. Ce hameau est présent sur les registres du recensement dès 1841, il y est orthographié L'Hérault.
Cette appellation proviendrait de l’adjectif latin arealis. Il signifierait emplacement propre à bâtir ou groupement de maisons, village.
Lauderrie
C'est domaine agricole à l'écart des grandes voies de communication situé au Nord-Est du territoire communal. Sur la carte de Cassini, il est désigné Laudairy, Laudairie au XVIIIe siècle puis Lauderrie sur les cadastres de 1811 et 1955. Il est présent sur les registres du recensement dès 1841, il y est orthographié l'Audairie, en 1851, l'Odairie.
Lignez
Ce nom provient du latin lemniacus. On trouve différentes orthographes au fil de l'histoire Lignais, Ligné, Liniers ou encore Ligner sur la carte de Cassini. Ce hameau est présent sur les registres du recensement dès 1841, il y est orthographié Lignée.
Ce gros village s'étend le long de la RD105, mais s'étage également au nord de cette voie par une rue parallèle dans le coteau en allant sur la Tricocherie, et descend vers Les Effes. C'est un ancien fief qui en 1782, appartenait à la famille d’Aloigny. Ce village comptait vers 1880, 127 habitants. En 1882, le conseil général d'Indre-et-Loire projetait d'y créer une école de hameau qui ne vit jamais le jour.

### De Madrolles à La Multonnerie
Madrolles
Il fait partie d'un groupe de hameaux qui se trouve dans le prolongement d'Yzeures le long de la RD 750. En 1851, ce village comptait six habitations et vingt-et-un habitants.
Maison Rouge (La)
C'est un domaine agricole situé au nord du bourg près de la RD104 en allant sur Preuilly-sur-Claise. Les hameau portant ce nom était généralement implanté près d'une voie importante et servait de bornes, de relais ou d'auberges. Cette appellation n'apparaît sur les registres du recensement qu'à partir de 1891.
Marigny
Ce village et son château appartenaient en 1364, à Méry Gedouin, chevalier et seigneur de Thais. Cet ancien fief dépendait de la Châtellenie de Thaix. Le cadastre de 1811 distingue plusieurs parties de ce hameau Le Château, Marigny, Le Haut Village et La Boillies.
Mauricière (La)
Ce hameau se situe dans le prolongement de la rue du Pontreau. On trouve aussi l'orthographe Moricière. Cette appellation n'apparaît sur les registres du recensement qu'à partir de 1886. En 1811, aucun bâti n'était présent en ce lieu qui se dénommait alors Les Vigneaux.
Morinière (La)
Autrefois, il était aussi appelé La Marinière. Il se situe à l'écart des grandes voies de communication près de Bois-Chevet.
Mothe (La)
En 1651, elle appartenait à René du Croisic, puis en 1673, à Charles de la Marche. En 1787, elle appartenait au prieur d’Yzeures. À cette époque, on y voyait une chapelle édifié en 1777, qui est mentionnée dans le Registre de visite du diocèse.
Le hameau et le château appartiennent aujourd'hui à la famille Haviland, descendant du fondateur des porcelaines Haviland de Limoges. Beaucoup d'artistes comme Jean Giraudoux, Lalique ou encore Paul Morand s'y sont retrouvés.
Son nom vient du pré-latin mutta désignant une hauteur, ce hameau étant en effet perché sur la butte de confluence.
Moulin aux Moines (Le)
C'est un ancien moulin à blé se trouvant sur la Creuse.
Multonnerie (La)
C'est une ancienne ferme construite au pied de la butte de confluence du côté de la Gartempe, déjà présente sur le cadastre de 1811. Son nom dérive de Multon qui est le nom d'une personne d’origine française.

### De Nâpres à Neuville
Nâpres
Nâpres se situe au pied de la butte de confluence de la Creuse et de la Gartempe. Son nom pourrait dériver du latin mappa, signifiant serviette ou nappe. En ancien français, nappe désigne aussi une cascade dont les eaux retombent comme une nappe sur une table. Son nom désignerait donc une nappe d’eau à la surface du sol ou sous terre. Ce hameau étant en effet, proche de plusieurs fontaines et sources alimentant de petits ruisseaux s'écoulant de la butte confluence.
On en trouve trace dans un acte (Chereau-Tours) le 7 mars 1772, "Le lieu et borderie de Napres, situé paroisse d’Yseure". Ce hameau comptait 56 habitants en 1880. En 1949, près de ce hameau, dans le Bois d'Après, P. Joannes et G. Cordier découvrent une station magdalénienne au lieu-dit le Marchais Courant. Ils y ont récolté de nombreux burins dièdres, pièces doubles et lamelles à dos.
Neuville
C'est un ancien fief, près de la Creuse, qui relevait du château d’Angles. Son nom vient du latin nova signifiant neuve et de villa le domaine rural. En 1622, il appartenait à Josias Poizay, seigneur de Neuville, puis changea plusieurs fois de mains avant de se retrouver dans la famille d’Aloigny, marquis de Rochefort, en 1780. En 1639, on le retrouve sous le terme "Le fief de Neufville, paroisse d’Izeure", dans les Fonds Châtre de Cangé.
Au cours des dernières années, de nombreuses constructions ont comblé l'espace entre Neuville et Yzeures. Aujourd'hui, ce hameau est un quartier à part entière d'Yzeures.

### De Pémilla à Le Port
Pémilla

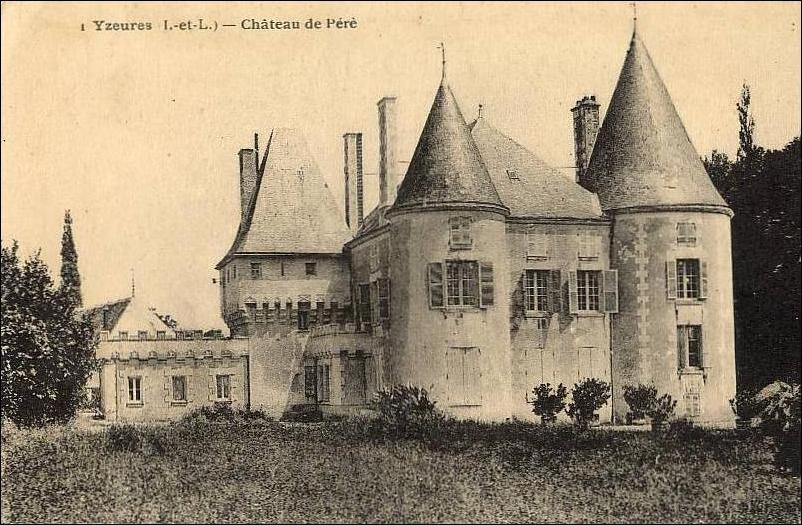
Ancienne Carte Postale du Château de Pairé, façade Sud.

Le cadastre de 1811 distingue le Grand Pémilla et le Petit Pemilla.
Pairé
Écrit aussi Péré, Perey ou Perray, ce village avec son château, est un ancien fief qui comptait 69 habitants vers 1880. Il relevait de la baronnie de Preuilly.
En 1281, il appartenait à une dame nommée Alis. Il eut différents seigneurs et propriétaires: en 1397, Jean Patri; en 1452, Philippe Guenand, mariée à Bouchard d’Aloigny ; en 1458, Antoine d’Aloigny ; en 1597, Pierre Boislève ; en 1696, Jules Schwenster ; en 1700, Benjamin de Magny, marié à Silvie de Boislève, puis en 1793, Louis de Beaucorps.
Petit Cormier (Le)
C'est une ancienne ferme qui jouxte le hameau appelé Le Cormier.
Petit Grange
Ce hameau situé dans le Parc du Château d'Harambure, possède le château de Granges, un logis ancien datant de la fin du XVIe siècle, construit sur les fondements d’une ancienne forteresse. Par arrêté du 9 avril 1593, Pierre Poizay le vendit à Jean Sain, contrôleur des aides et tailles à Châtellerault, et à Claude Sain, sa sœur, veuve de Pierre Brochard, seigneur de la Borde et Marigny. La famille d’Aloigny de Rochefort le possédait lorsqu'il fut vendu nationalement en 1793. Sur les registres du recensement, on trouve ce nom mais aussi régulièrement  l'appellation Petit Harambure et parfois les deux en même temps.
Petit Varennes (Le)
Hameau important et récent, situé le long de la RD 750, près de Varennes, entre La Forge et Les Ferrands. Son nom a les mêmes origines que pour Varennes c'est-à-dire un lieu située près des méandres d'une rivière.
Petite Métairie (La)
Le ruisseau de Châtillon prend sa source près de la Petite-Métairie, au lieu-dit Pièce-des-Bournais et se jette dans la Creuse au lieu-dit Gué-de-Chatillon près de Bussay. Le mot métairie désigne une exploitation agricole gérée par un métayer. Il provient du latin medietas signifiant moitié, une moitié des revenus revenait au métayer et l'autre au propriétaire. L'adjectif petite précise que cette exploitation était de plus faible importance que sa voisine La Grande Métairie.
Pierre Levée (La)

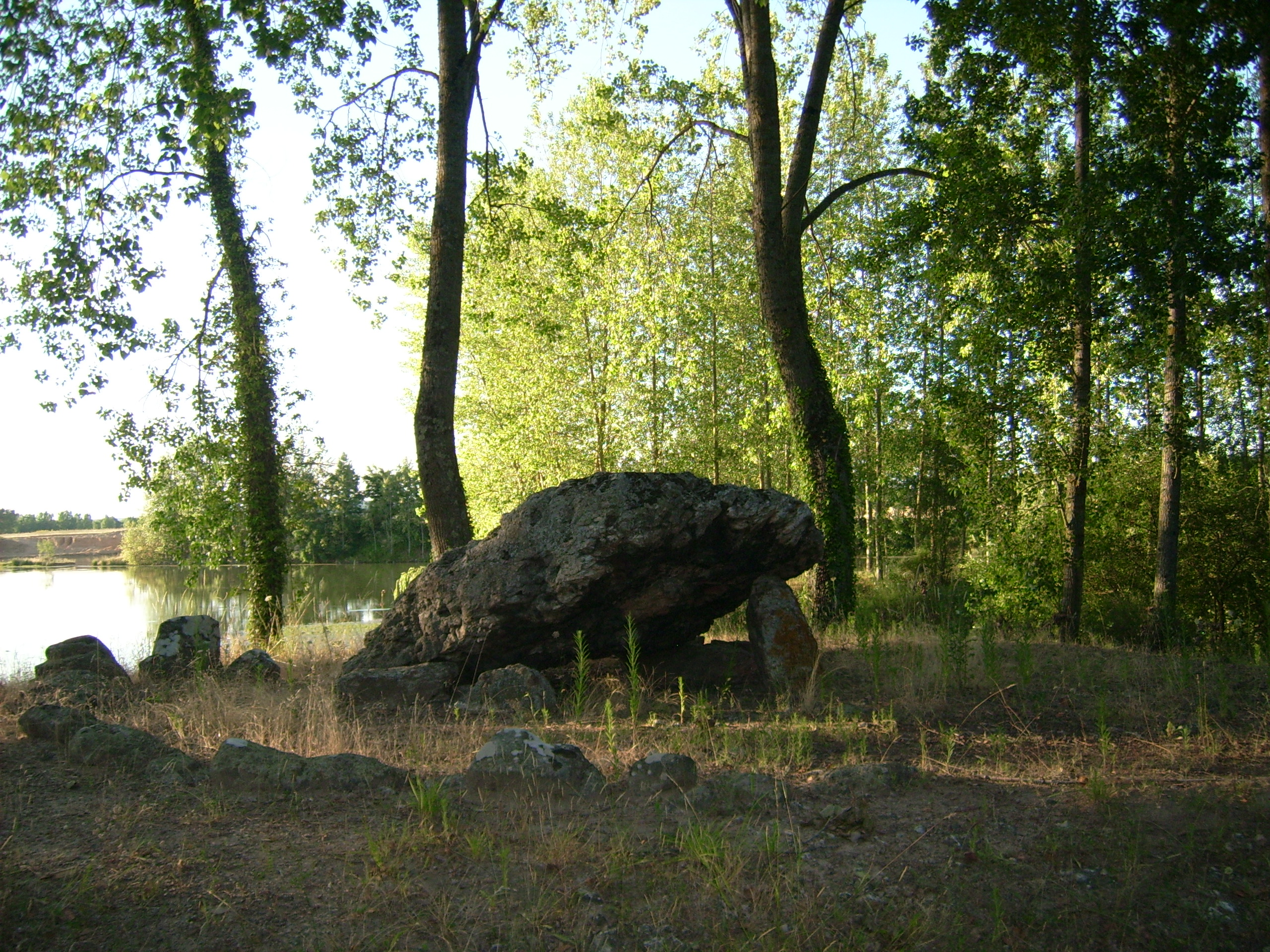
Le Dolmen de la Pierre Levée

Près du village de Confluent, et à environ 1 200 mètres du point de jonction de la Creuse et de la Gartempe.
On y trouve un dolmen qui se compose de quatre grandes pierres, fichées dans le sol, et qui en supportent une cinquième, dont les dimensions approximatives sont de 23 mètres de circonférence, sur 60 à 70 centimètres d'épaisseur. Ce dolmen est entouré d'une ceinture de pierres ou cromlech. Le bâti de ce hameau est récent.
Piofayterie (La)
Il fait partie d'un groupe de hameaux qui se trouve dans le prolongement d'Yzeures le long de la RD 750, amenant un effet de mitage jusqu'à la Révaudière. En 1891, la ferme composant alors ce hameau fait partie de la Siroterie, son nom n'apparaît qu'en 1896 sous la forme la Pioffeterie. Il tire son nom du patronyme Pioffet, les habitants originels du lieu.
Plûche (La)
En janvier 1947, P. Joannes et G. Cordier y découvrent une station protomagdalénienne (Paléolithique supérieur). Ce site a livré 290 outils dont 279 burins. On retrouve ce hameau dès 1811, où une ferme porte alors ce nom. Sur certains documents anciens, il est également nommé la Peluche.
Pointeau Jacquet (Le)
Il fait partie du groupe de hameaux qui se trouve dans le prolongement d'Yzeures le long de la RD 750. Le bâti de ce hameau est récent, il fait face à la Piofayterie et à la Gateauderie.
Poizay
Autrefois, il était également écrit Poizé, Pouizé mais surtout Poëzay. Ce hameau possédait une tuilerie. Il est présent dès l'origine des registres du recensement et sur le cadastre de 1811. Sur ce même cadastre, on relève que la ferme située à l'entrée du village actuel n'existait pas et a été bâtie plus tard, sur une terre appelée Les Près Renards. En 1851, il comptait huit habitations et trente-neuf résidents. 
Pontreau (Le)
Hameau situé en prolongement de la Rue du Pontreau.
Port (Le)
C'est une ancienne propriété de l’abbaye de la Merci Dieu qui se trouve sur la gartempe face à celle-ci. Ceci explique qu'il soit nommé Le Port de La Merci Dieu sur la carte de Cassini.

### De La Raterie à La Roullière
Raterie (La)
Il se situe au-dessus de Pémilla. L'origine de son nom implique qu'il devait être un lieu apprécié de ces rongeurs.
Revaudière (La)
Ce gros hameau se trouve à la jonction de deux routes départementales (RD750 et RD 725). Il est présent dès les premiers registres de recensement de la population. En 1846, il compte 11 logements et 39 habitants. En 1851, on distingue ce village de Le Carroir de la Revaudière. On le trouve parfois nommé L'Evaudière.
En 1963, M. Fritsh a découvert près de ce village, une station importante de l’époque acheuléenne (Paléolithique inférieur) au lieu-dit les Terriers. Il y récolta de nombreux bifaces.
Rigollet
Ce hameau possède deux grands étangs, il était d'ailleurs nommé Etang de Rigollet au XVIe siècle.
C'est un ancien fief qui relevait de la baronnie de Preuilly. On y voyait autrefois une forteresse, dont il n’existe aujourd’hui aucune trace. En 1550, ce fief appartenait à la famille Seguin puis en 1628, à la famille de Montbel. Rigollet vient de l'ancien français Rigol signifiant ruisseau. En effet un ruisseau passe par ce hameau alimentant plusieurs étangs.
Roseraie (La)
Ce hameau au bâti récent se situe près de la RD 104 en allant sur Preuilly sur Claise.
Ronceray (Le)
C'est une maison ancienne situé dans le hameau de Cirandes.
Roulière (La)
Cette appellation provient du patronyme Roul ou Rouleau. C'est ancien fief qui relevait de la baronnie de Preuilly et du prieuré fief de la Chaise. Autrefois, il était aussi appelé Roualdière ou Rouaudière. En 1882, le conseil général d'Indre-et-Loire projetait d'y créer une école de hameau qui ne vit jamais le jour.

### Des Sables à La Siroterie
Sables (Les)
Ce hameau au bâti récent fait la jonction entre Varennes et Le Petit Varennes. Sa dénomination dérive de la nature son sol.
Saint-Léonard
Ce hameau est pour partie sur Yzeures et pour partie sur Boussay. Autrefois, c'était un prieuré dépendant des Terrives (ou Hautes Rives). Une chapelle sous le vocable du même nom y était présente et faisait l'objet de nombreux pèlerinage avant la Révolution.
Saint-Saturnin
C'est un ancien prieuré de l’ordre des Prémontrés. Il fut fondé, au XIVe siècle, par Geoffroy Trottin. Le dernier prieur fut Jean Augustin Chasseloup (1791). La présentation au titre prieural appartenait à l’abbé d’Angles sur l'Anglin. Il est parfois dénommé Saint Sornin.
Siroterie (La)
Il fait partie du groupe de hameaux qui se trouve dans le prolongement d'Yzeures le long de la RD 750. Dans les registres du recensement de la population, la ferme composant alors ce hameau était intégrée à Madroles jusqu'en 1886, où il est alors dénommé Madroles lieux-dits de la Siroterie. En 1891, la Ciroterie comprend alors les hameau actuels de la Siroterie, la Piofayterie et la Gatauderie. En 1896, ces deux derniers hameaux apparaissent alors dans les registres. Son nom dérive du patronyme Sirot, nom des premiers habitants du lieu.

### De Thais à Trompe Souris
Thais
Appelé aussi Thaix ou Taye. C'était au XVe siècle, une Châtellenie, relevant du Château de Tours et du Château d’Angles. Le Château n’existe plus depuis le XVIIIe siècle. On voit encore quelques restes des fondations sur une éminence au pied de laquelle passent les eaux de la Creuse. Ce lieu fut le berceau de l’illustre famille de Thaix. Les possessions de cette maison, une des plus anciennes de Touraine, étaient considérables. Elles comprenaient, outre le fief de Thaix, ceux de Jutreau (commune de Saint-Pierre-de-Maillé), de Marigny et de Thaix (commune de Sorigny).
Le territoire de Thais est situé sur Yzeures-sur-Creuse (Indre-et-Loire) et Néons-sur-Creuse (Indre).
Thou
Appelé Locus de Tout en 1175 dans une charte de l’abbaye de la Merci Dieu. C'est un Ancien fief, avec son château et sa chapelle, qui relevait du château d’Angles. Au XVe siècle, il appartenait à la famille du Plessis dont le Cardinal de Richelieu est issu. Thou provient du mot gaulois tullo évoquant l'idée de gonflement et de hauteur très prononcée. Ce hameau est perché à mi-pente de la butte de confluence côté gartempe, dominant la vallée de cette rivière.
Trompe Souris
C'est un ancien moulin situé près de la Goudonnière, on le retrouve sur la carte de Cassini sous le nom de Moulin de Payré. Il était également souvent dénommé Le petit moulin de Pairé jusqu'en 1861 dans les registres du recensement. Ce terme indique la pauvreté de ce moulin où l'absence de grain y est suggéré.

### Varennes
Varennes
C'est un ancien fief relevant de Gaudru. En 1666, il appartenait à Henri de Greaulme puis en 1789, à Demetrius Comnène. En 1846, ce village comptait 21 logements et 97 habitants.
Son nom vient du pré-latin varenna signifiant « lieu délaissé de rivière ». Il est situé près de la creuse, sur sa rive droite, dans un secteur où la rivière fait de nombreux méandres et est donc une « varenne » authentique.

## Anciens lieux-dits et hameaux

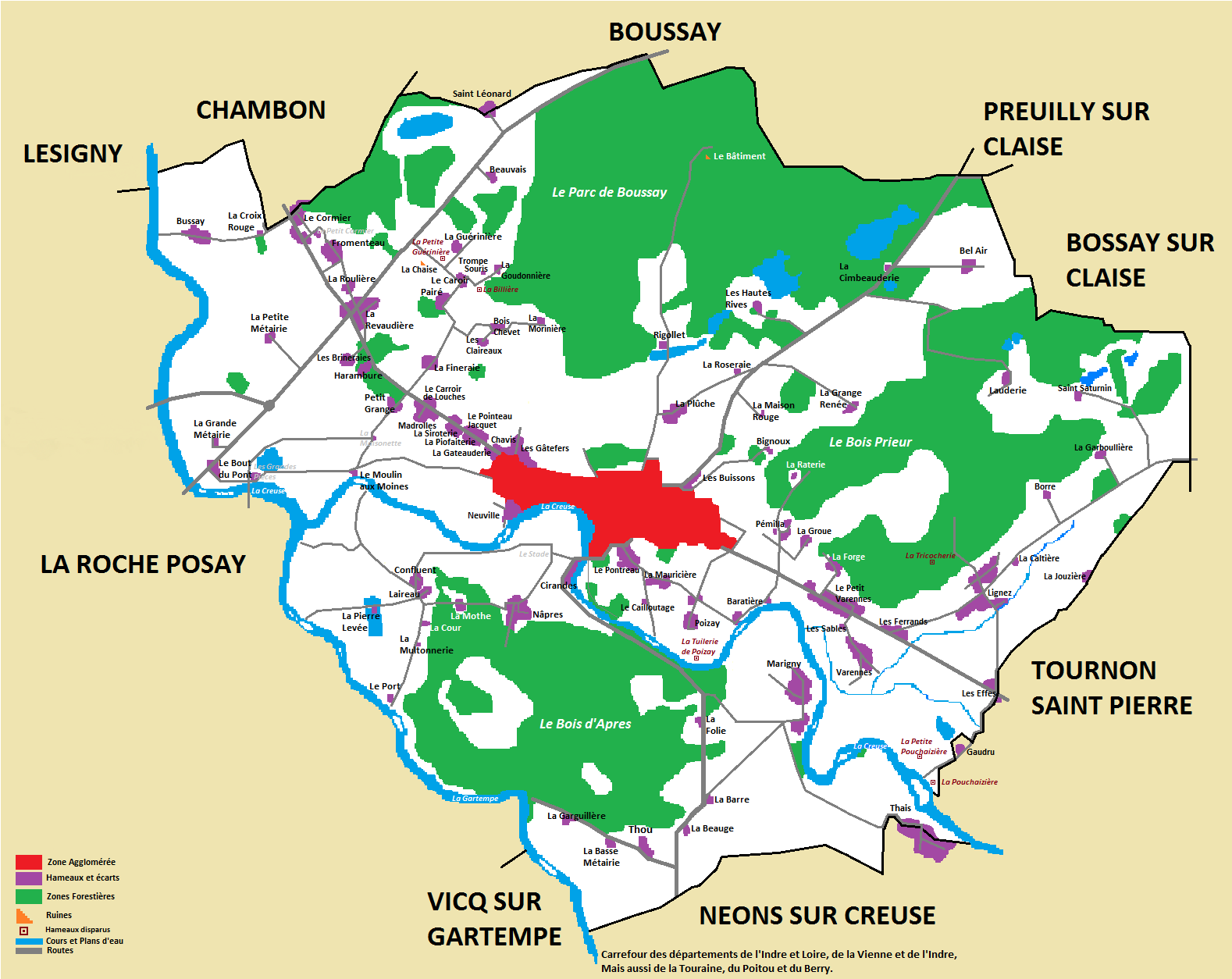
Carte d'Yzeures et ses hameaux disparus

Ces hameaux ou lieux sont présents dans différents ouvrages dont le Dictionnaire Géographique Historique et Biographique d'Indre et Loire et de l'ancienne province de Touraine, de J-X Carré de Busserole écrit à la fin du XIXe siècle. De nos jours, certains ont disparu et ne figurent ni sur le plan cadastral ni sur les cartes d’état major. Les autres ont simplement été intégrés à d’autres communes, au bourg d'Yzeures ou ont changé de noms.
Bessardière (La)
Il était également appelé La Besodière, Bezardière ou Besardière. C’était une ferme et un ancien fief qui aujourd’hui, s’étend sur la commune de Néons-sur-Creuse.
Bilière (La)
C'était une ferme présente sur le cadastre de 1811 sous le nom de la Billière et sur les registres du recensement entre 1846 et 1856. On trouve également la Bilbière ou le Billère. Elle se situait sur la route entre Le Carroir et Trompe souris.
Borderie (La)
C'était une ferme présente sur le cadastre de 1811 qui aujourd'hui est située rue de l'abbé Huberdeau. Elle se composait des bâtiments que l'on peut encore voir juste à côté de la Villa Raoul.
Bornais (Les)
Ce lieu est mentionné, en 1257, Territorium de Borneis, in castelliana de Prulliaco. En 1420, il appartenait à Jean de Fonreste et était appelé Terra de Bornays de Ysorio. Cette terre se situait près de la Guérinière.

Une terre appelée également Les Bournais est présente sur la carte d'état major. Elle se situe près du Cailloutage et du Parc de la Baignade mais n'apparaît pas sur le cadastre. 
Breuil (Le)
Également appelé Breuil d’Yzeures. C’est un ancien fief, qui s’étendait sur les paroisses d’Yzeures et de La Roche-Posay, et relevait de la châtellenie de La Roche-Posay. Ce fief est aujourd’hui, un quartier de La Roche-Posay, et le château du Breuil est occupé par le casino. En 1400, il appartenait à la famille de Puygirault, à partir de 1487, à la famille Chasteigner puis, en 1500, à la famille Ancelon.
Brosse (La)
Ce hameau était aussi appelé la Brosse d’Yzeures. C’est un ancien fief, situé dans le bourg d’Yzeures. Au XVIe siècle, il appartenait à la famille de Chasteigner puis à partir de 1631, à la famille de la Bouchardière.
Carrières (Les)
C’était une ferme située près du bourg d’Yzeures, présente sur le cadastre de 1811 qui aujourd’hui est située aux n°22 et 24 de la rue Pasteur.
Chambarderie ou Chai'xibaudrie (La)
Cette ferme fut vendue comme bien national en 1793 alors que Demetrius Comnène en était propriétaire. Aucune indication nous éclaire sur sa localisation. On la retrouve également sous l'appellation la Chambaudrie.
Champ du Four (Le lieu du)
Cette terre relevait du fief de la Chaise selon la déclaration féodale du 10 mars 1764. Une section cadastrale porte encore ce nom (Les Champs du Four), située au bord de la creuse tout près du hameau de Poizay donnant sur son ancienne tuilerie et son four.
Chantegrou
On le retrouve en 1639 « Le fief de Chantegrou, paroisse d’Izeures » (Fonds Châtre de Cangé). Sa localisation est actuellement inconnue. Son nom provient de chante et de grolle signifiant le lieu où chantent les corbeaux.
Coutards (Les)
C'était une maison près du  moulin au moine et du bout du pont présente sur les registres du recensement de 1881 et 1886.
Courtaudière (la)
C’était une ferme près du bourg en 1850, désormais ce hameau a été intégré au bourg d'Yzeures et une rue porte ce nom. Aujourd'hui cette ancienne ferme se situerait au n°56 de la rue Descartes.
Écluse (l')
C'était une maison près du  moulin au moine et du bout du pont présente sur les registres du recensement de 1886.
Étourneau (L')
Ce n'était probablement pas un hameau mais seulement une terre qui appartenait à la famille Le Chasteigner puis à la famille de l'Ancelon.
Guillotière (La)
C'était un fief dont on trouve trace en 1639 dans une charte de Cangé. Il y est précisé que « Le fief de la Guillotière, paroisse d’Izeures » valait alors 7 livre 10 sous. Ce lieu n'apparaît sur aucun cadastre ou carte d'état major, aucune indication ne permet de le localiser.
Gué (Le fief du)
Selon une déclaration féodale du 22 mars 1569, il appartenait à Jean de Menou alors seigneur de Boussay.
Maisonnette (La)
C'est une ancienne maison de garde barrière, qui existe toujours, située entre le Moulin au moine et Petit Granges. Elle apparaît sur les registres du recensement à partir de 1891. Elle était également nommée la  Maisonnette des Moines. 
Marchandière (Lieu de la)
Ce n'était probablement pas un hameau mais seulement une terre qui relevait du fief de la Chaise, selon la déclaration féodale du 23 novembre 1505.
Maurice (Moulin de Saint)
Ce moulin sur la creuse a été construit au milieu du XIXe siècle. L'un des deux bâtiments a brûlé dans les années 1960 puis la roue fut enlevée. Il se situe dans le bourg d’Yzeures à la rencontre de la rue du Moulin et de la rue Saint Maurice.
Petite Guérinière (La)
C'était une ferme présente sur le cadastre de 1811, elle se situait près de La Guérinière faisant face à La Chaise. Celle-ci apparaît dans les registres du recensement jusqu'en 1856 et réapparaît inhabitée dans ceux de 1901.
Pouchaizière (La) ou Pouyalière (La).
C’était une ferme, près de la creuse qui en 1793, appartenait à Démétrius Comnène lorsqu’elle fut vendue nationalement. On la retrouve sur la carte de Cassini sous le nom de La Pougeaizière et sur le cadastre de 1811. Selon ces cartes, elle se serait située sur la rive droite de la creuse face à Thais, sur le chemin menant la rivière à Gaudru. Le dictionnaire géographique de J-X Carré de Busserole précise qu'elle se trouvait près du lieu de la Natte, lieu encore présent sur le cadastre actuel entre Gaudru et Varennes. Le cadastre de 1811 comporte également la trace d'une ferme tout près de La Pouchaizière dénommée La Petite Pouchaizière. Aujourd'hui, elles ont totalement disparu.
Tonnelle (La)
C'était une ferme dans le bourg d'Yzeures. En 1851 et 1856, une rue portait ce nom. Aujourd'hui, elle se situe au n°9 de la rue des Gâtefers au croisement avec la rue de l'abbé Huberdeau.
Tricocherie (La)
C’était une ferme au-dessus de Lignez présente sur le cadastre de 1811 dont il ne reste aucune trace. Aujourd’hui la section du cadastre où se trouvait cette ferme porte encore ce nom. Les Cadastres de 1811 et de 1955 comportent également une section nommée Les Bruyères de la Tricocherie. Selon les registres du recensement ce lieu fut habité jusqu'en 1886.
Tuilerie de Poizay (La)
Cette tuilerie, présente sur le cadastre de 1811, se trouvait au bord de la creuse près du hameau de Poizay.

## Pour approfondir

### Sources
: sources utilisées pour la rédaction de cet article
- J-X Carré de Busserole, Dictionnaire Géographique Historique et Biographique d'Indre et loire et de l'ancienne province de Touraine, 1878
- Jacques Dupâquier, Jean-Michel Gorry, Jean-Pierre Bardet, Indre-et-Loire, Éditions du Centre national de la recherche scientifique, 1985
- Jacques Pineau, Le Blanc et sa région: Buzancais, Mézières, Saint-Savin, Angles-sur-l'Anglin ; mystères de leur histoire, Imprimerie Oudin et Beaulu, 1980
- Société archéologique de Touraine, Bulletin trimestriel de la Société archéologique de Touraine, 1964
- Pierre-Louis Augereau, Les secrets des noms de communes et lieux-dits du Maine et Loire, Broché, 2004
- Stéphane Gendron, Noms de lieux du Centre: Cher, Eure-et-Loir, Indre, Indre-et-Loire, Loiret, Loir-et-Cher, Broché, 1998
- Carte de Cassini.
- Denis Jeanson, Dictionnaire Topographique de la Région Centre - Val de Loire